# 해러깃구

해러깃구의 위치

해러깃구(영어: Borough of Harrogate)는 잉글랜드 노스요크셔주에 위치한 비도시 자치구로 중심 도시는 해러깃이며 인구는 157,267명(2014년 기준), 면적은 1,308km2이다.